# الدوري الإسباني الدرجة الثانية ب 1987–88
الدوري الإسباني الدرجة الثانية بي 1987–88 (بالإسبانية: Segunda División B de España 1987-88)‏ هو موسم من الدوري الإسباني الدرجة الثانية بي. فاز فيه نادي الزيرا ‏.